# Parafia św. Elżbiety w Wiesbaden
Parafia św. Elżbiety – prawosławna parafia w Wiesbaden, działająca od 1855. Erygowana jako jedna z parafii Rosyjskiego Kościoła Prawosławnego na terenie państw niemieckich z myślą o rosyjskich turystach i kuracjuszach przybywających do miejscowych uzdrowisk.
Pod jurysdykcję Rosyjskiego Kościoła Prawosławnego poza granicami Rosji przeszła po I wojnie światowej i osiedleniu się w Niemczech wielu białych emigrantów rosyjskich.